# Deutschneudorf
Deutschneudorf obec v německé spolkové zemi Sasko. Nachází se v zemském okrese Krušné hory a má 942 obyvatel. Leží v Krušných horách poblíž státní hranice s Českem, v těsném sousedství Nové Vsi v Horách, v nadmořské výšce 664 metrů. Obcí protéká potok Svídnice (levý přítok Fláje). V letech 1927–1969 byla v obci provozována železniční trať Svídnické údolní dráhy.

## Historie
V roce 1637 stála v místech pozdějšího Deutschneudorfu pouze novostavba vysoké pece na zpracování měděné rudy, ale během třicetileté války byla její činnost pozastavena. Mezitím, na opačné straně hranice, probíhala v českém Neudorfu (Nová Ves v Horách) rekatolizace a rozkazem byl pokatoličtěn tamější místní kostel i farní sbor. Prchající obyvatelstvo se začalo usazovat za hranicí okolo vysoké pece, kde v roce 1657 stály první tři domy. Protože exulanti pocházeli převážně z české Nové Vsi, název nově vzniklé obce v Sasku se ustálil (v překladu) jako německá Nová Ves. Zpočátku spadalo toto místo pod obecní správu v Seiffen (kde se exulanti usazovali už od roku 1625), ale v únoru 1660 se Deutschneudorf osamostatnil. Prvním rychtářem byl Georg Willnar, exulant ze Suchého Dolu. Neprosperující vysoká pec byla zbourána a pozemek, na němž dříve stávala, daroval obci Kaspar Heinrich ze Schönbergu pro založení hřbitova. Exulanti založili v roce 1663 i sousední Deutschkatharinenberg, který byl k Deutschneudorfu později připojen.

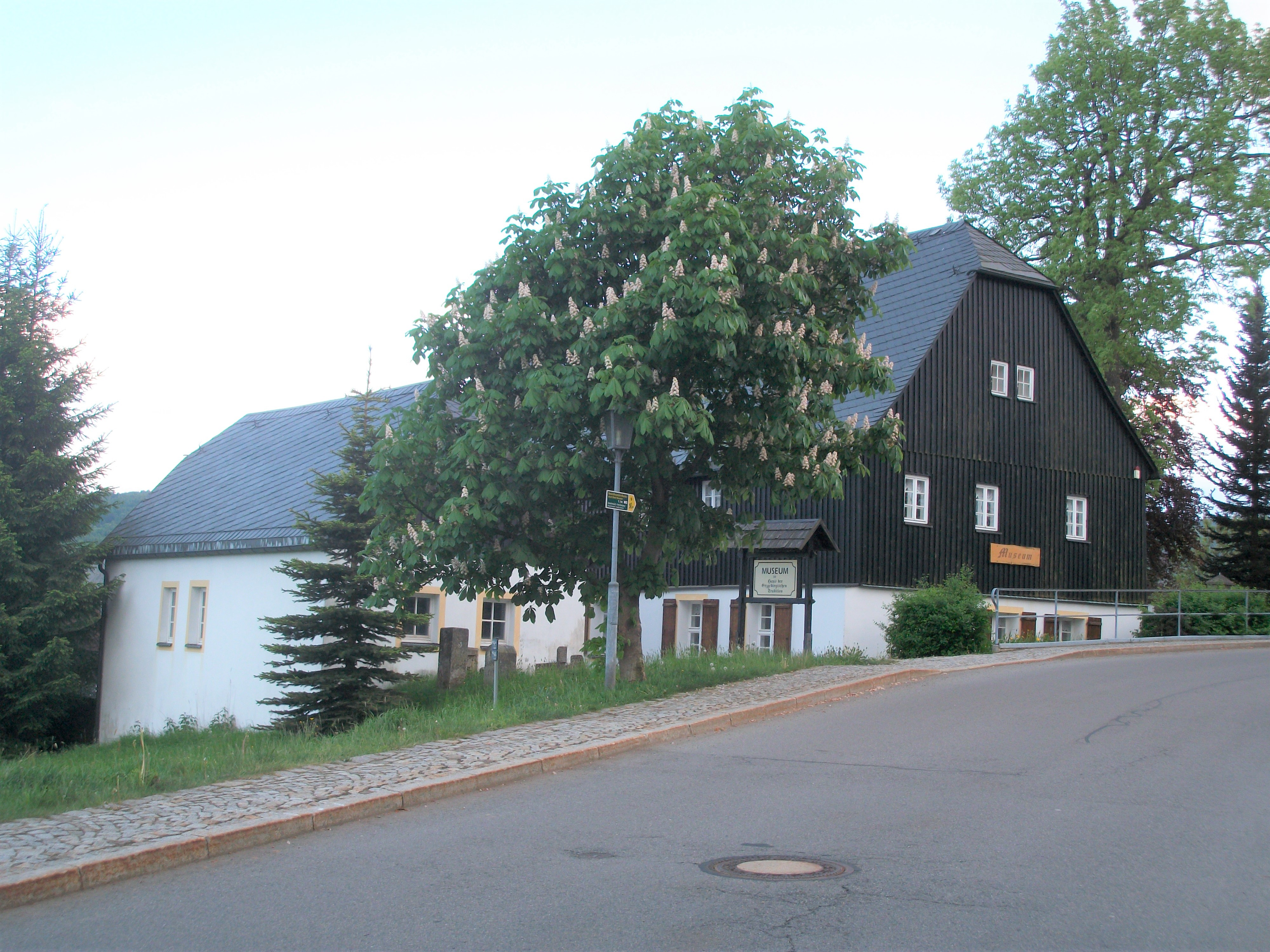
Místní muzeum (bývalá škola)

## Zajímavosti
- V Deutschneudorfu je provozována německo-česká mateřská škola. Připravuje se výstavba německo-české základní školy.

- Poblíž Deutschneudorfu probíhalo hledání zlata uloženého nacisty. V opuštěném dolu na měděnou rudu bylo pomocí radaru objeveno velké množství kovu s vysokou hustotou, která byla považována za příliš vysokou na měď. 28. února 2008 televize CNN a další zdroje oznámily, že hledání bylo pozastaveno z důvodu neshod mezi hledači pokladu. Byly též zveřejněny spekulace, že by se zde mohla nacházet ukrytá Jantarová komnata.[3]

## Politika

### Starostové
- 1973 až 1989: Alfons Knittel
- 1990 až 1994: Ludwig Kluge, nestraník
- 1994 až 2015: Heinz-Peter Haustein, FDP
- od 2015: Claudia Kluge, FDP